# Raid de Yakla
Notes
Entre 10 et 31 civils tués,
Guerre civile yéménite
Le raid de Yakla est une opération conjointe des États-Unis et des Émirats arabes unis menée 29 janvier 2017 dans le village de Ghayil, dans le gouvernorat d'Al-Bayda au Yémen. 
L'opération, décidée par le  président américain Donald Trump avait initialement pour but de cibler le chef d'AQPA Qasim al-Raymi.
Entre 10 et 30 civils (dont Nawar al-Awlaki) ont été abattus lors du raid, ainsi qu'un Navy SEAL. Un Bell Boeing MV-22B Osprey a été détruit pendant l'opération à la suite d'un dysfonctionnement. 
Ce raid a été décrit comme très « risqué dès le début et coûteux à la fin » et que l'opération a été « bâclée. »

## Contexte
Les États-Unis soutiennent l'intervention de l'Arabie saoudite au Yémen dans leur lutte contre les terroristes houthis par des armes, des renseignements, des conseils militaires, des opérations maritimes et terrestre et le ravitaillement en carburant des avions de la coalition.
Les États-Unis mènent également une campagne militaire contre Al-Qaïda dans la péninsule arabique et l'État islamique.

### Approbation de l'opération
L'opération de Yakla n'a pas suivi la procédure rigoureuse utilisée sous les administrations de George W. Bush et Barack Obama, qui implique une réunion détaillant le plan opérationnel, les objectifs de l'opération, une évaluation des risques humains et d'une évaluation juridique de l'opération,.
Au lieu de cela, le raid a été approuvé lors d'un dîner entre Trump, son gendre Jared Kushner, son conseiller Steve Bannon et le secrétaire à la Défense Jim Mattis.
Le général Joseph Dunford et le chef d'état-major interarmées a présenté le plan. Le conseiller à la sécurité nationale Michael Flynn était également au dîner. Aucun représentant du département d'État n'était présent, contrairement aux normes des administrations précédentes.

## Déroulement
Le 26 janvier 2017, une équipe d'opérateurs DEVGRU a été envoyée de Djibouti au groupe de préparation USS Makin Islan. 
À l'aube du 29 janvier 2017, plusieurs dizaines de commandos du Naval Special Warfare Development Group (DEVGRU), ainsi que des opérateurs des Émirats arabes unis, ont débarqué par tiltrotor MV-22 Osprey près du supposé domicile d'Abdul Rauf al-Dhahab, un chef de tribu, dans la région montagneuse de Yakla à Al-Bayda.
En approchant, les opérateurs ont été informés via une interception de communications qu'ils avaient été repérés. L'équipe du DEVGRU  "s'est retrouvée à tomber sur une base renforcée d'Al-Qaïda défendue par des mines terrestres, des tireurs d'élite et un contingent plus important que prévu d'extrémistes islamistes lourdement armés" selon une déclaration américaine.
Un villageois qui a survécu à l'attaque, Cheikh Abdelilah Ahmed al-Dhahab, a rapporté que son fils de onze ans, Ahmed Abdelilah Ahmed al Dahab, avait été le premier à s'adresser aux soldats, demandant "Qui êtes-vous?" Il a été mortellement abattu par les commandos américains.
Au village, l'équipe américano-émirienne s'est engagée dans une violente fusillade avec les forces d'al-Qaïda et la tribu al-Dahab. Des hélicoptères et des avions de combat américains ont également tiré sans discernement sur le village.
L'un des opérateurs américains, William Owens, a été mortellement touché par des coups de feu. Lors de l'extraction du blessé, un MV-22B Osprey américain a été endommagé lors d'un atterrissage brutal après avoir perdu de la puissance, blessant trois opérateurs américains.
L'Osprey a ensuite été détruit par une frappe aérienne menée par un avion Harrier pour éviter que des éléments électroniques sensibles  ne soient capturés par l'ennemi. Les agents du DEVGRU ont réussi à s'extraire et à quitter la zone après avoir terminé leur raid.

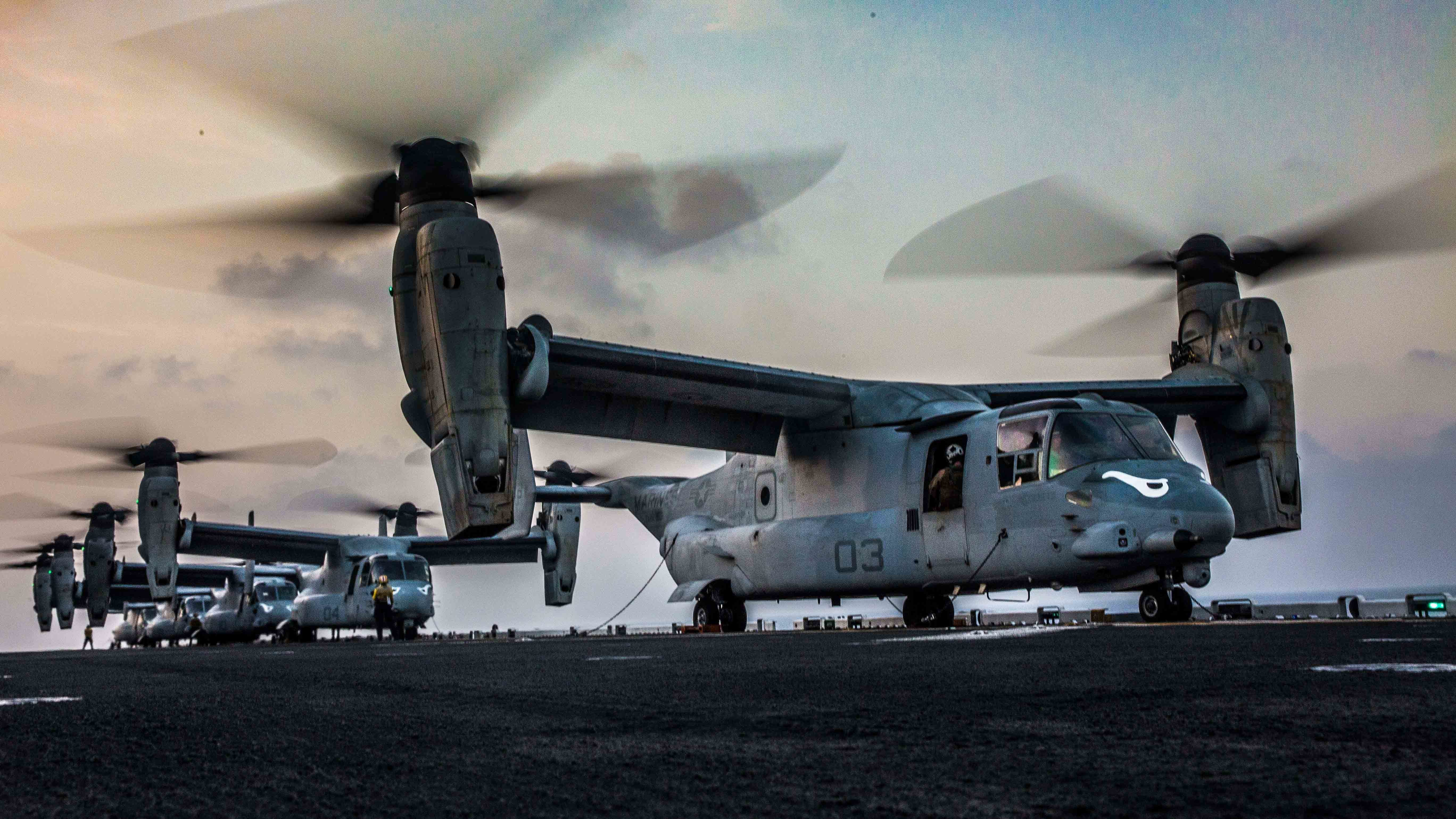
MV-22 Ospreys

## Victime

### Al-Qaïda
Selon le Pentagone, l'opération a résulté sur la mort de trois membres éminents d'Al-Qaïda : Abdel Raouf al-Dhahab, Sultan al-Dhahab et Seif al-Nims.
L'armée américaine a rapporté que quatorze combattants d'Al-Qaïda et de la tribu al-Dahab avaient été tués, dont Arwa Baghdadi, une Saoudienne de 35 ans. le 3 février, le CENTCOM a publié des extraits de vidéos du raid et a affirmé que deux des dirigeants d'Al-Qaïda qui ont été tués, Sultan al-Dhahab et Abdulraouf al-Dhahab. Le CENTCOM a également affirmé après avoir diffusé les clips que plusieurs des 14 militants tués étaient également des chefs intermédiaires et des facilitateurs.
Après le raid, plusieurs rapports et articles ont contesté l'affiliation à Al-Qaïda de certaines cibles du raid, déclarant par exemple que la mort d'Abdelraouf al-Dhahab attisera le sentiment anti-américain dans la région, non pas parce qu'il appartenait à AQPA, mais parce qu'il n'en faisait absolument pas partie,.
Peu avant le raid, Abdelraouf al-Dhahab a participé à une réunion de cinq jours avec des responsables militaires du gouvernement d'Abdrabbuh Mansur Hadi, gouvernement soutenue par les États-Unis. L'armée lui a donné environ 15 millions de riyals (60 000 dollars) pour lutter contre les rebelles houthis. En 2013 déjà, Abdelraouf à promis de chasser AQPA de la région d'al-Bayda.
Le porte-parole militaire du gouvernement Hadi, Mohsen Khasrouf, a déclaré qu'al-Dhahab travaillait conjointement avec le gouvernement pour reprendre la ville de Rada'a aux Houthis.

### Pertes civiles
L'armée américaine a initialement nié qu'il y ait eu des victimes civiles lors du raid, mais a déclaré plus tard qu'elle menait une enquête si les accusations s'avéraient véridiques ou non.
Le Pentagone a confirmé plus tard que des civils, y compris de nombreuses femmes et enfants, avaient probablement été tués lors de l'attaque. Un responsable du gouvernement yéménite chargé du gouvernorat d'Al Bayda a déclaré qu'au moins huit femmes et sept enfants (âgés entre 3 et 13 ans) avaient été tués.
Human Rights Watch a rapporté  qu'au moins 14 civils, dont neuf enfants, avaient été tués dans l'opération. Le Bureau of Investigative Journalism (BIJ), à quant à lui constaté que l'opération à "terriblement mal tourné" et que, "selon des villageois locaux, 25 civils, qui n'étaient pas membres d'AQPA, avaient été tués" ; dont neuf enfants de moins de 13 ans, le plus jeune étant un bébé de trois mois. Le BIJ a répertorié les noms et âges des enfants décédés. Outre les neuf enfants tués, le BIJ rapporte qu'une femme enceinte a également été tuée.
La CENTCOM a déclarée plus tard que les morts civiles semblent avoir été le résultat de tirs aériens américains.

#### Nawar al-Awlaki
Parmi les personnes tuées lors du raid sur Yakla se trouvait une citoyenne américaine de 8 ans, Nawar al-Awlaki, également connu sous le nom de Nora. Le grand-père de Nora, Nasser al-Awlaki, a déclaré qu'elle avait été touchée d'une balle au cou et qu'elle a agonisé pendant plus de deux heures avant de mourir.

#### Destruction des bâtiments et mise à mort du bétail
Plus d'une douzaine de bâtiments ont été détruits et plus de 120 bestiaux, essentiel aux villageois, ont été abattus, en majorité a cause des bombardements aériens.
L'opération à également gravement endommagés la clinique médicale du village ainsi que la mosquée et l'école.

### Américain
Au cours du raid, un commando du DEVGRU (communément appelé SEAL Team Six), William Owens, a été tué. Trois autres opérateurs DEVGRU ont été blessés, et un avion militaire détruit.

## Renseignement
D'après le Pentagone un téraoctet d'informations sur AQPA a été capturé lors du raid. 
David Sanger (en), un journaliste du New York Times, qui a couvert le raid a déclaré : « Il est difficile d'appeler cela un succès, car nous ne savons pas quelle était la valeur des informations qu'ils essayaient d'exploiter, qui proviennent principalement d'ordinateurs et de téléphones portables. Et d'après tout ce que nous avons entendu, ils n'ont pas encore eu l'occasion d'évaluer cela. »
Le général Spicer a affirmé que le raid a rassemblé une quantité incroyable de renseignements qui empêcheront des morts ou des attaques sur le sol américain. Cependant, le seul exemple que les responsables du Pentagone ont réussi à citer est une vidéo pédagogique obsolète sur la fabrication d'une bombe qui n'a aucune valeur factuelle.
Plusieurs hauts fonctionnaires américains ont déclaré à NBC News que le raid n'a fourni aucun renseignement significatif, et qu'il n'y a aucune preuve que les renseignements sauveraient des vies ou empêcheraient de futures attaques.
Finalement, le 28 février 2017 sur Fox & Friends, le président Trump a imputé l'échec de la mission à l'armée américaine.